# Paederotella pontica
Paederotella pontica là một loài thực vật có hoa trong họ Mã đề. Loài này được (Rupr. ex Boiss.) Kem.-Nath. mô tả khoa học đầu tiên.